# Monterey (Californie)
Pour les articles homonymes, voir Monterey.
Monterey est une ville américaine située dans l'État de Californie, sur la côte ouest. Bien qu'elle donne son nom au comté de Monterey, elle n'en est pas le siège de comté, qui est Salinas. Elle est la capitale de l'État de Haute-Californie de 1777 à 1849.
La ville, touristique, accueille l'un des plus grands aquariums d'Amérique du Nord. Au large de sa côte se trouve un canyon sous-marin. Lors du recensement des États-Unis de 2010, elle comptait 27 810 habitants.

## Géographie

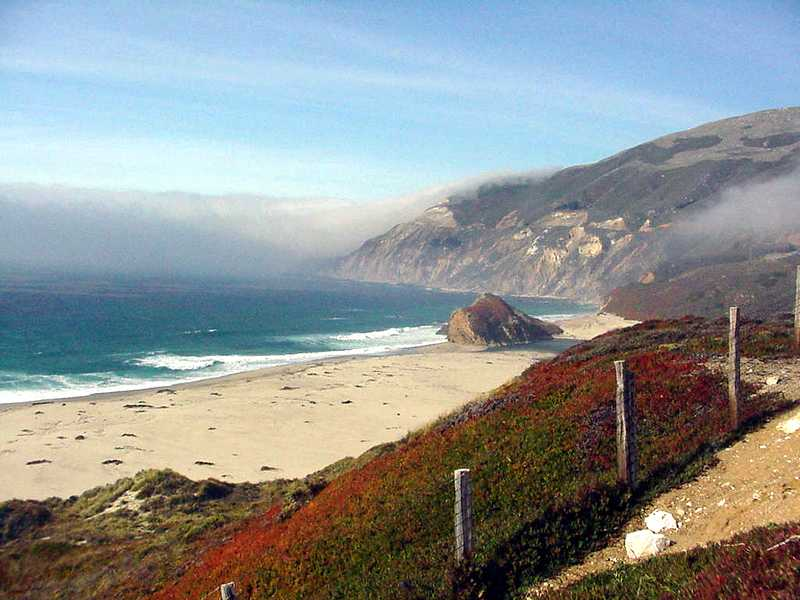
Plages à Monterey.

Monterey se trouve sur les rives de la baie de Monterey.
Son climat est réglé par sa proximité avec l'océan Pacifique et est décrit comme un climat Csb dans la classification de Köppen, c'est-à-dire un climat méditerranéen à été tempéré.

## Histoire
Avant l'arrivée des Européens, la péninsule de Monterey était habitée par les Rumsens, une tribu des Ohlones qui étaient des chasseurs-cueilleurs (la région est l'une des plus riches écologiquement de la Californie). La ville tire son nom de la baie de Monterey qui fut nommée ainsi par l'explorateur espagnol Sebastián Vizcaíno qui y mouilla le 16 décembre 1602 et la baptisa d'après le gouverneur de la Nouvelle-Espagne à cette époque, le comte de Monterrey.
Monterey est fondée par Gaspar de Portolà le 3 juin 1770 ; plus exactement, cette date est celle où fut érigée une petite chapelle qui est aujourd'hui devenue la cathédrale par une expédition militaire espagnole arrivée une semaine plus tôt. Inquiète des visées des autres puissances européennes sur la côte Ouest de l'Amérique du Nord, l'Espagne créa une nouvelle colonie en Californie et Monterey a été la capitale de la Californie (espagnole, puis mexicaine) entre 1777 et 1849. En 1818, un corsaire français au service des indépendantistes argentins, Hippolyte Bouchard, débarqua avec ses hommes, s'empara du fort et occupa la ville pendant six jours. Ce passé de capitale explique pourquoi Monterey est le site de la première (au sens de la plus ancienne) cathédrale de Californie, de son premier bâtiment public, de son premier théâtre, de sa première école, de sa première maison en brique et de son premier journal.
Le 7 juillet 1846, elle fut le théâtre des opérations d'une « bataille », c'est-à-dire d'un débarquement sans combat de troupes américaines, durant la guerre américano-mexicaine (1846-1848) qui la fit entrer dans le territoire des États-Unis, à ne pas confondre avec la bataille de Monterrey du 21 au 24 septembre 1846, qui concerne pour cette dernière la grande ville mexicaine de Monterrey, quasi-homonyme et 3e métropole du Mexique. C'est à Monterey que se réunit en 1849 la convention qui rédigea la première Constitution de Californie et demanda officiellement que le territoire devienne un État des États-Unis (la Californie fut officiellement admise dans la fédération l'année suivante).
Jusque dans les années 1950, la ville vécut en grande partie de la pêche, mais l'activité s'effondra en raison de la surpêche. Depuis la fin du XIXe siècle, elle attire les artistes et est devenue un lieu de villégiature. En 1967, la ville fut l'hôte du festival international de musique pop de Monterey.

## Démographie
| Groupe            | Monterey | Californie | États-Unis |
| ----------------- | -------- | ---------- | ---------- |
| Blancs            | 78,4     | 57,6       | 72,4       |
| Asiatiques        | 7,9      | 13,1       | 4,8        |
| Autres            | 5,0      | 17,0       | 6,2        |
| Afro-Américains   | 2,8      | 6,2        | 12,6       |
| Métis             | 5,1      | 4,9        | 2,9        |
| Amérindiens       | 0,5      | 1,0        | 0,9        |
| Océaniens         | 0,3      | 0,4        | 0,2        |
| Total             | 100      | 100        | 100        |
|                   |          |            |            |
| Latino-Américains | 13,7     | 37,6       | 16,7       |

Selon l'American Community Survey, pour la période 2011-2015, 75,00 % de la population âgée de plus de 5 ans déclare parler anglais à la maison, alors que 10,90 % déclare parler l'espagnol, 2,05 % l'arabe, 1,72 % l'italien, 1,42 % une langue chinoise, 1,11 % le japonais, 0,90 % le coréen, 0,88 % le français, 0,79 % le tagalog, 0,51 % le russe, 0,50 % l'allemand et 4,23 % une autre langue.
| 1850  | 1870  | 1880  | 1890  | 1900  | 1910  |
| ----- | ----- | ----- | ----- | ----- | ----- |
| 1 092 | 1 112 | 1 396 | 1 662 | 1 748 | 4 923 |

| 1920  | 1930  | 1940   | 1950   | 1960   | 1970   |
| ----- | ----- | ------ | ------ | ------ | ------ |
| 5 479 | 9 141 | 10 084 | 16 205 | 22 618 | 26 302 |

| 1980   | 1990   | 2000   | 2010   | - | - |
| ------ | ------ | ------ | ------ | - | - |
| 27 558 | 31 954 | 29 674 | 27 810 | - | - |

## Culture
L'aquarium de la baie de Monterey est la principale attraction culturelle de la ville, avec le circuit de Laguna Seca.

### Littérature
L'écrivain prix Nobel John Steinbeck situe plusieurs de ses romans à Monterey : Tortilla Flat (1935), Rue de la sardine, Tendre Jeudi.

### Dans la culture populaire
En 1952 Fritz Lang tourne Le démon s'éveille la nuit en grande partie à Monterey. On peut voir le débarquement des sardines des chalutiers ainsi que les chaînes de travail à la conserverie San Xavier aujourd'hui disparue, où travaillait Peggy, le personnage interprété par Marilyn Monroe.

Dans Bienvenue à Monterey, le premier épisode de la deuxième saison de la série télévisée américaine produite par Walt Disney Television entre 1957 et 1961 Les Aventures de Zorro, Zorro quitte Los Angeles et se rend à Monterey.
Un film peu connu de 1971, El Zorro de Monterrey, réécrit l'histoire de Zorro en la déplaçant à Monterey.

### Musique
Du 16 au 18 juin 1967 a eu lieu à Monterey un festival international de musique pop, premier événement de ce type par la communication et l'affluence : il a attiré environ 200 000 participants, dont 55 000 à 90 000 le dimanche soir. Ce fut la première prestation du groupe The Who aux États-Unis et le premier grand spectacle public de Janis Joplin et d'Otis Redding. Le passage sur scène de Jimi Hendrix, jusqu'alors inconnu du grand public américain, le transforma en légende.

### Informatique
Le 7 juin 2021, Apple annonce à la WWDC 2021 que la version 12 de son système d'exploitation macOS sera nommée « Monterey ».

### Télévision
- La série télévisée américaine Big Little Lies, adaptée du roman Petits secrets, grands mensonges, se déroule à Monterey et a été tournée sur place[7].
- La première saison de la série télévisée américaine Ratched, basée sur le roman Vol au-dessus d'un nid de coucou, se déroule à Lucia, une ville voisine de Monterey. Certains personnages se rendent donc à Monterey dans certains épisodes[8].

## Économie
La ville fut longtemps le centre de l'industrie sardinière de Californie. Elle vit aujourd'hui davantage du tourisme.
Le Del Monte Center est un centre commercial important de la localité.

## Personnalités liées à la ville
- John Whitby Allen, modéliste ferroviaire et photographe, auteur de nombreux articles novateurs sur le modélisme ferroviaire et ses techniques. Son réseau de train miniature, le Gorre & Daphetid Railroad, était construit dans sa maison de Monterey.

- Le comte de Lapérouse fit escale à Monterey du 14 au 24 septembre 1786 lors de la célèbre expédition scientifique à bord des vaisseaux La Boussole et L'Astrolabe. Ce fut la première visite officielle d’une puissance européenne dans cet établissement espagnol de Californie.

- John Steinbeck a vécu à Monterey. Son œuvre s'en inspire, ainsi que de toute la vallée de Salinas (Californie)

## Jumelages
Isola delle Femmine (Italie)
 Lankaran (Azerbaïdjan)
 Kuşadası (Turquie)
 Dubrovnik (Croatie)
 Nanao (Japon)
 Tai'an (Taïwan) (Taïwan)
 Lleida (Espagne)